# Sueltos
Sueltos fue una serie de televisión argentina emitida en 1996 por Canal 13, protagonizada por Gloria Carrá, Pablo Rago, Ximena Fassi, Pablo Novak y Florencia Peña, entre otros.

## Reparto
- Gloria Carrá como Andrea.
- Pablo Rago como Diego.
- Ximena Fassi como Manuela.
- Pablo Novak como Nicolás.
- Florencia Peña como Victoria.
- Facundo Arana como Ignacio.
- Patricia Viggiano como Claudia.
- Lidia Catalano como Luli.
- Juan Cruz Bordeu como Gonzalo.
- Andrea Tenuta como Linda.
- Octavio Borro como Maxi.
- Martín Karpan como Mariano.
- Julieta Ortega
- Leonora Balcarce
- Antonio Caride
- Martín Gianola
- Claudia De la Calle
- Natalia Lobo
- Juan Gil Navarro
- Diego Olivera
- Diego Ramos
- Jorge Sabate